# Charles Willson Peale
Charles Willson Peale (Condado de Queen Anne's, Maryland, 15 de abril de 1741 - Filadélfia, Pensilvânia, 22 de fevereiro de 1827) foi um pintor e naturalista norte-americano.
Foi um homem típico do Iluminismo; tanto cientista quando artista, em seu campo de habilidades e interesse chegava a competir com Da Vinci.
Sua obra mais famosa é "Grupo na Escada", uma obra trompe-l'oeil onde retrata seus filhos subindo uma escada, com degraus reais e umbral de porta com moldura.
É o fundador do primeiro grande museu dos Estados Unidos de pintura e história natural, o Peale Museum, em Baltimore e da primeira escola de arte.
Deu a seus dezessete filhos nomes de pintores famosos como Rembrandt Peale (1778-1860) e Rubens Peale (1784-1864), dois barrocos flamengos. Faleceu aos 86 anos, à beira do quarto casamento.